# Bé Niegeman-Brand

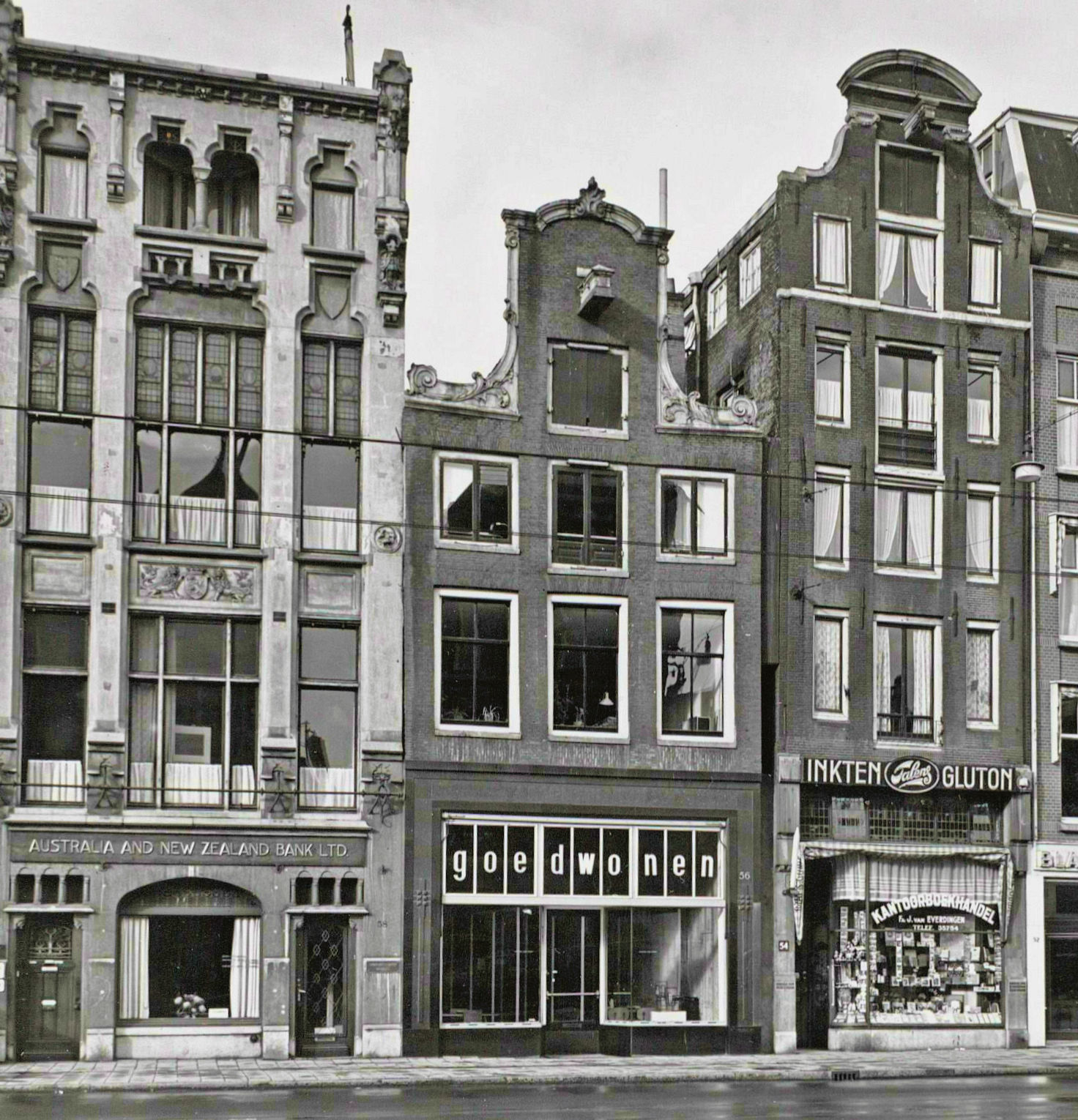
De toonzaal aan het Rokin (1955)

Berendina Aaltje (Bé) Niegeman-Brand (Almelo, 4 oktober 1921 – Amsterdam, 28 maart 2013) was een Nederlands interieurarchitect en meubelmaker.
Ze was als interieurarchitect een van de eerste invloedrijke vrouwen in het vak.

## Leven en werk
Bé of Bea Brand was een dochter van Henderikus Johannes Brand, landmeter van het kadaster, en Klaassine Catharina Sikkema. Haar ouders waren afkomstig uit de provincie Groningen, maar kwamen door vaders werk in Overijssel terecht. Als kind woonde ze in Gorssel en Zutphen. Ze bezocht het Instituut voor Kunstnijverheidsonderwijs in Amsterdam (1939-1941), als leerling van Johan Niegeman en Mart Stam. In 1947 trouwde ze met haar voormalig docent, de (binnenhuis)architect Johan Niegeman (1902-1977). Het paar vestigde zich in 1951 in Blaricum in een door henzelf ontworpen huis. 

### Goed Wonen
In november 1946 werd in Amsterdam de Stichting Goed Wonen opgericht, die het wonen in Nederland op een hoger peil wilde brengen door verbetering van de woninginrichting. Dat doel moest worden bereikt door onder andere "a. het bevorderen van de productie en distributie van meubelen, stofferingen, gebruiksvoorwerpen, enz., die aan bepaalde aesthetische, technische en sociale eisen voldoen: b. het geven van voorlichting over en het maken van propaganda voor een goede woninginrichting." De stichting was ontstaan vanuit groepen consumenten, fabrikanten, kunstenaars en winkeliers. In februari 1948 werd de eerste editie van Goed Wonen. Maandblad voor wonen en wooninrichting uitgebracht, het orgaan van de stichting. Niegeman-Brand maakte tot 1960 deel uit van de redactie, met onder anderen Paul Bromberg, Arnold Bueno de Mesquita, W.H. Gispen en J. Rietveld. Een maand later werd aan het Rokin 56 in Amsterdam een toonzaal van de stichting geopend, waar jaarlijks tienduizenden bezoekers kwamen voor persoonlijk advies over woninginrichting. De toonzaal werd tot 1957 beheerd door Bé Niegeman en Josine (Jos) Wibaut. Ze gaf daarnaast onder meer woonadvies in de rubriek Woont u goed? van het VARA-radioprogramma Voor de vrouw op Hilversum 2 (1956-1957). In 1958 publiceerde ze Woninginterieurs : uit de praktijk van goed wonen en, samen met onder anderen haar man, Cora Chaillet, Luzia Hartsuyker-Curjel en Lida Licht-Lankelma, Ik kan wonen : geïllustreerd handboek voor allen, die hun huis goed willen inrichten en bewonen. Bé Niegeman-Brand was ruim 20 jaar aan de Stichting Goed Wonen verbonden. In 1968 werd de naam van de stichting veranderd in Stichting Wonen. Toen er meningsverschil ontstond over de taken van de stichting, werden drie stafleden per 1 januari 1970 ontslagen. Het bestuur, onder wie Bé Niegeman, trad vervolgens af.
Niegeman-Brand werkte samen met de interieurarchitecten Lica Hafkamp (rond 1950) en Anne Margreet Six-van Krimpen (ca. 1977-1992). Naast haar ontwerpen voor de inrichting ontwierp ze ook meubels. Door haar ontworpen meubels , waaronder de armstoel NG-11, zijn opgenomen in de collecties van het Centraal Museum in Utrecht en het Museum Boijmans Van Beuningen in Rotterdam.
In 1968 kwam Wim Schut, minister van Volkshuisvesting en Ruimtelijke Ordening, met een programma voor Experimentele woningbouw. Niegeman-Brand werd aangesteld als lid van de adviescommissie die de minister adviseerde over de toekenning van subsidie en het predicaat Experimentele Woningbouw.
In 1992 bracht de Stichting Amazone in de tentoonstelling Intra Muros, het werk van twaalf Nederlandse interieurarchitectes uit de twintigste eeuw onder de aandacht. Naast Bé Niegeman-Brand waren dat Elsebeth Bout-van Blerkom, Joke Budding-Fels, Cora Chaillet, Marie-Anne Defesche, Désirée van Dijk, Ida Falkenberg-Lieftinck, Akelei Hertzberger, Lida Licht-Lankelma, Mieke Poot, Truus Schröder en Margaret Staal-Kropholler.
Bé Niegeman-Brand overleed op 91-jarige leeftijd. De archieven van haar en haar echtgenoot worden bewaard bij Het Nieuwe Instituut.

## Werk (selectie)
- 1949 modelwoning Gouda.
- 1950-1952 RK Medisch Opvoedkundig Bureau in Amsterdam.
- 1951-1952 advies Openbare Leeszaal en Bibliotheek in Hoogezand.
- 1953-1954 zusterkamers van het Julianaziekenhuis in Hengelo.
- 1955 modelwoning op de Nationale Energie Manifestatie 1955 in Rotterdam.
- 1956-1957 Zweeds Rode Kruis Ziekenhuis in Zierikzee. Hiervoor ontving ze het teken van verdienste van het Rode Kruis.
- 1957-1958 nieuw hoofdgebouw en zusterhuis van het Wilhelminaziekenhuis aan de Oosterhoutstraat in Assen.
- 1959-1966 nieuw gebouwencomplex van psychiatrisch ziekenhuis Beileroord in Beilen.
- 1960 kantoorgebouw DOMO in Beilen.
- 1961-1966 verpleeghuis Reggersoord in Meppel.
- 1965-1967 Hervormd Rusthuis ‘s Heerensteen in Zutphen.
- 1969-1970 TROS-gebouw, Hilversum.
- 1973-1977 Kinderdagverblijf Huize Henriette in Amsterdam.
- 1988 Sophiekehuis in Wassenaar.

### Publicaties
- 1958 Ik kan wonen : geïllustreerd handboek voor allen, die hun huis goed willen inrichten en bewonen. Leiden: A.W. Sijthoff.
- 1958 Woninginterieurs : uit de praktijk van goed wonen. Amsterdam: Scheltema en Holkema.

- RKD-Nederlands Instituut voor Kunstgeschiedenis: 424201